# Keyoumars

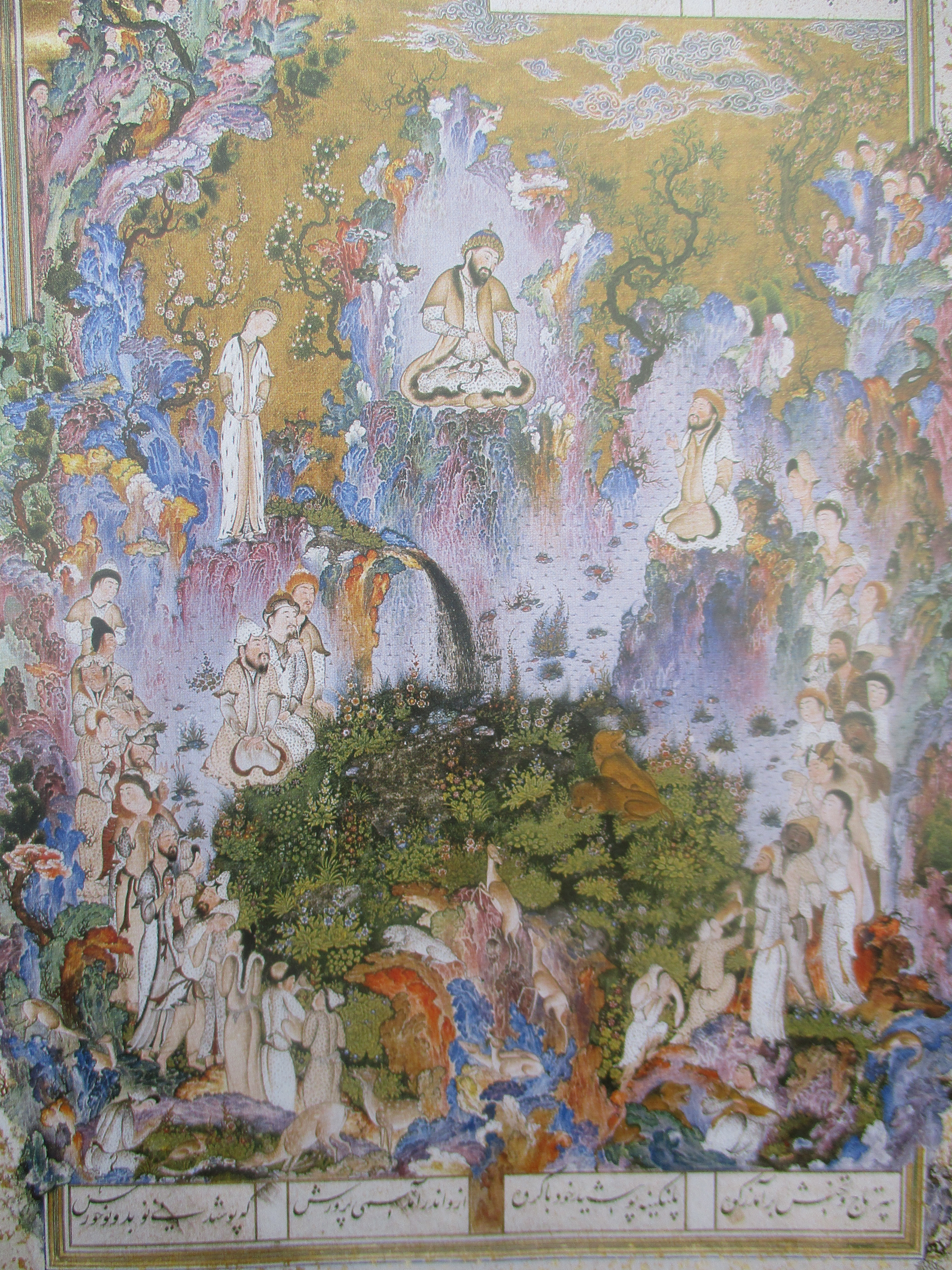
Le Palais de Kayomars (Shah Nameh), collection Agha Khan, XVIe siècle.

Keyoumars, Kayomars, Kayumars (en persan : کیومرث), Gayōmart (en persan : گیومرت) ou Gayōmard (en persan : گیومرد) est le premier homme créé par Ahura Mazda et le premier roi de la dynastie des Pichdadiens dans la mythologie iranienne. Il est l'arrière-grand-père de Djamchid. 
Gayōmart en avestique (𐬔𐬀𐬌𐬌𐬊 𐬨𐬆𐬭𐬆𐬙𐬀𐬥 Gaiio Mərətan) est composé de gayō (une vie) et martan (mourant ou périssable) qui signifie "vie mortelle". 
Keyoumars est également un prénom populaire dans les pays de langue persane (Iran, Afghanistan et Tadjikistan). 
Ahura Mazda après l’avoir créé, décide de lui donner le pouvoir sur tous les êtres de la création, ce qui fait de lui le premier roi du monde. Il règne pendant trente ans depuis son trône en haut d’une montagne. Ce sera le premier homme à bénéficier du Farr, le don pour un mortel de diriger avec justice, qui est un signe divin. 
C'est de son cadavre (ou de sa semence) et de celui de Geush Urvan que toute la vie serait arrivée sur terre. 
Gayomart aurait d'abord vécu comme un esprit pendant 3000 ans et ce n'est qu'à la seconde époque de 3000 ans que Ahura Mazda lui donna une apparence physique.
Selon une légende il fut tué par Angra Mainyu et l'univers fut créé à partir de son cadavre.
Selon une autre légende, Keyoumars est tué par Ahriman, et de sa semence ou de son cadavre jaillit un plant de rhubarbe qui, en se métamorphosant, donne le premier homme et la première femme, Mashya et Mashyaneh ou Mashyoi.
Son histoire est racontée par Ferdowsi au début du Livre des Rois (Shah Nameh).

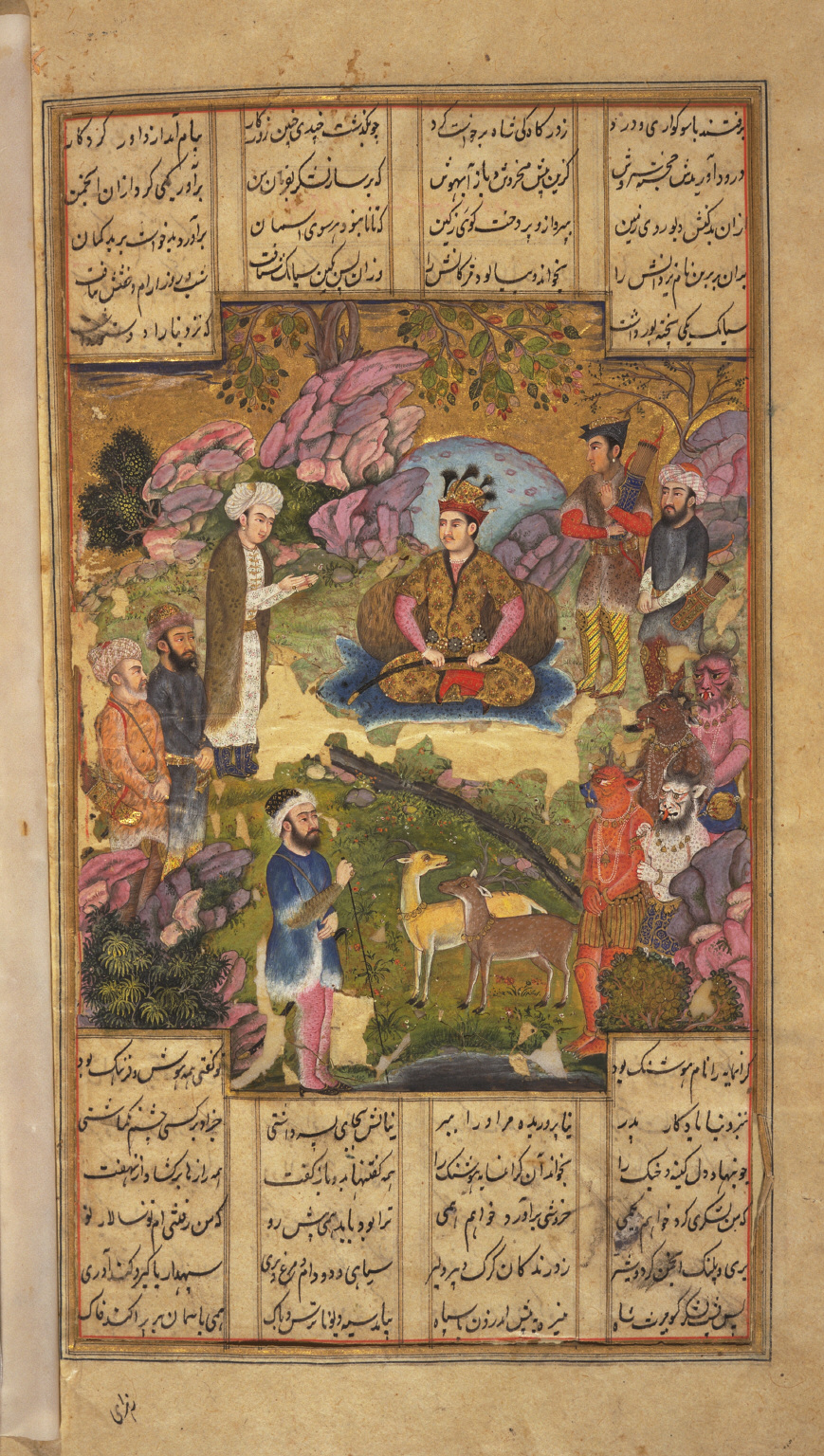
Manuscrit du Shah Nameh représentant Keyoumars alors qu'il ordonne à ses officiers de combattre Ahriman.

Houchang sera son successeur sur le trône.
Très éloigné des conceptions judéo-chrétiennes d'un péché originel qui aurait façonné l'humanité, Gayōmard l'homme primordial, apparaît comme un adjuvant du plan divin d'Ahura Mazda en vue de la rénovation eschatologique du monde.